# Вулиця Соборна (Маріуполь)
Вулиця Собо́рна — центральна вулиця Маріуполя. Розташована в Центральному районі. Пролягає від Театрального скверу (проспекту Миру), перетинає проспект Металургів та вулицю Савчука, закінчується, упершись, до вулиці Казанцева.
Вулиця Соборна часто використовується як дублююча для міського транспорту під час проведення урочистих заходів на Театральній площі.

## Історія
До 28 січня 2016 року носила назву вулиця Варганова, на честь більшовицького діяча міста Василя Варганова. Перейменована у відповідності до закону про декомунізацію.